# Новонарышево
Новонарышево (баш. Яңы Нарыш) — деревня в Туймазинском районе Республики Башкортостан Российской Федерации. Входит в состав Верхнетроицкого сельсовета.

## География

### Географическое положение
Расстояние до:
- районного центра (Туймазы): 37 км,
- центра сельсовета (Верхнетроицкое): 7 км,
- ближайшей ж/д станции (Туймазы): 37 км.

## История
Название происходит от яңы ‘новый’ и назв. г. Нарыштау

## Население
| 2002 | 2009 | 2010 |
| ---- | ---- | ---- |
| 119  | ↗174 | ↘168 |

Национальный состав
Согласно переписи 2002 года, преобладающие национальности — башкиры (46 %), чуваши (33 %).

## Религия
В деревне есть мечеть.